# Llegando hasta el final
Llegando hasta el final fue el primer álbum en vivo lanzado por Alaska y los Pegamoides quince años después de su disolución.

## Información
Después de quince años de la disolución de Alaska y los Pegamoides y de su penúltimo concierto la discográfica Subterfuge Records de donde Alaska pertenecía recoge el penúltimo concierto del grupo celebrado el 26 de noviembre de 1982 en la sala Yoko Lennon's de Bilbao. El sonido en directo del grupo refleja una sensación más callejera y punk rock que la que solían tener en sus grabaciones.

## Lista de canciones
| Llegando hasta el final (1997) |                                        |          |  |
| N.º                            | Título                                 | Duración |  |
| 1.                             | «Odio»                                 | 02:08    |  |
| 2.                             | «Dan las doce»                         | 01:58    |  |
| 3.                             | «Secretos de belleza»                  | 01:22    |  |
| 4.                             | «Recuerda»                             | 03:48    |  |
| 5.                             | «La tribu de las Chochoni»             | 02:35    |  |
| 6.                             | «Redrum»                               | 01:59    |  |
| 7.                             | «La línea se cortó»                    | 03:44    |  |
| 8.                             | «No sé porque»                         | 02:31    |  |
| 9.                             | «Cristal blindado»                     | 03:13    |  |
| 10.                            | «Otra dimensión»                       | 02:44    |  |
| 11.                            | «Caras pintadas»                       | 03:41    |  |
| 12.                            | «Bote de Colón»                        | 01:31    |  |
| 13.                            | «El jardín»                            | 03:31    |  |
| 14.                            | «La rebelión de los electrodomésticos» | 01:28    |  |
| 15.                            | «Bailando»                             | 03:45    |  |
| 16.                            | «Estrategia militar»                   | 02:44    |  |